# Pygmodeon
Pygmodeon is een kevergeslacht uit de familie van de boktorren (Cerambycidae). De wetenschappelijke naam van het geslacht werd voor het eerst geldig gepubliceerd in 1970 door Martins.

## Soorten
Pygmodeon omvat de volgende soorten:
- Pygmodeon andreae (Germar, 1824)
- Pygmodeon boreale Martins, 1971
- Pygmodeon buscki (Linsley, 1935)
- Pygmodeon cribripenne (Bates, 1880)
- Pygmodeon ditelum (Bates, 1872)
- Pygmodeon excelsum Martins & Napp, 1986
- Pygmodeon involutum (Bates, 1870)
- Pygmodeon latevittatum (Bates, 1885)
- Pygmodeon m-littera (Martins, 1962)
- Pygmodeon maculatum Martins & Galileo, 2012
- Pygmodeon mutabile (Melzer, 1935)
- Pygmodeon obtusum (Bates, 1874)
- Pygmodeon puniceum Martins, 1970
- Pygmodeon staurotum Martins, 1970
- Pygmodeon validicorne (Bates, 1885)